# بورخانی
بورخانی روستایی از توابع شهرستان سوادکوه استان مازندران ایران است. طبق سرشماری سال ۲۰۰۶، جمعیت آن ۳۲۲ نفر و ۱۱۱ خانوار بوده‌است.